# АМО-7
АМО-7 (А-7) — опытный седельный тягач сконструированный на базе грузового автомобиля АМО-3 в 1932 году.

## История создания
Зимой 1932 года по проекту НАТИ переделали несколько АМО-3 в опытные седельные тягачи АМО-7 с увеличенным до 8,00:1 передаточным числом заднего моста и укороченной базой до 2920 мм. А-7 предназначался для буксировки 5-тонного прицепа.
Два экспериментальных экземпляра АМО-7 были построены в июле 1932 года, сразу вслед за опытными АМО-5 и АМО-6. Базовое шасси было не АМО-3, а еще старое – АМО-2. Дело в том, что в СССР экспериментальные автомобили, которые не готовились к производству, старались делать на старых шасси. Технический проект тягача разрабатывали в НАТИ. Надо сказать, что все проекты седельных тягачей в СССР до 1945 года разрабатывало только КБ НАТИ. Институт сам и проводил испытания собственных конструкций. Завод опытных конструкций при НАТИ начал функционировать только к середине 1932 года, поэтому АМО-7 был собран непосредственно на заводе АМО.
Кроме укороченной до 2920 мм базы и установки на него «седла» заменили также ветровое стекло. До этого на автомобилях АМО использовали по два обзорных стекла с перегородкой, в конструкции же АМО-7 лобовое стекло сделали цельным. При этом боковых стекол по-прежнему не было: оконные проемы в дверях кабины закрывались брезентовыми шторками с целлулоидными окошками.
Поскольку стандартный двигатель, установленный на машине, развивал всего 60 лошадиных сил, коробку передач пришлось использовать с понижающим передаточным числом. Это еще не был демультипликатор, а только редуктор, который позволял при мощности двигателя в 60 лошадиных сил повышать номинальную мощность автомобиля. Передаточное число заднего хода было понижено с 5,35:1 к 8,00:1. Автомобиль был изначально экспериментальным – не было даже и речи о его мелкосерийном выпуске. Конструкция сцепного механизма была весьма примитивной; лоток для приема соединительного устройства был выполнен неудобно, не параллельно шасси, из-за чего рама полуприцепа должна была быть изогнутой вверх.